# Kémia
A kémia, más néven vegyészet vagy vegytan az anyagok minőségi változásaival foglalkozó természettudomány. A modern fizika eredményeinek hatására azonban ez a definíció csak úgy állja meg a helyét, ha magának az anyagnak a fogalmát terjesztjük ki. A 20. század második felétől már nemcsak a korpuszkuláris jellegű entitásokat tekintjük anyagnak, hanem például a gravitációs mezőt, a fényt is; ez – leegyszerűsítve – abból következik, hogy az energiát az anyag egyik megjelenési formájának tartjuk, amit az E=mc² összefüggés fejez ki.
A kémia napjainkban szorosan kapcsolódik a többi természettudományhoz: a fizikához, biológiához, matematikához, földrajzhoz; eredményei nélkül elképzelhetetlen a modern orvostudomány, és a műszaki tudományok alaposabb ismeretéhez is elengedhetetlen. A sokirányú kötődés interdiszciplináris tudományok egész sorát eredményezte (fizikai kémia, biokémia stb.), melyeknek szintén egyre növekvő jelentőségük van. A kémia alaptudomány, alkalmazott tudomány és kísérleti tudomány egyben.

## Etimológia
A kémia név az alkímiából ered, ami közvetlenül az arab al-kīmīā (الکیمیاء) átvétele. Az arab szó a görög χημία vagy χημεία („khémeia”) szóból származik, amit lehetséges, hogy az ókori egyiptomi nyelvből vettek át (a kemet szóból, ami Egyiptom őslakos neve), de lehetséges, hogy a görög χημεία szóból ered, amelynek jelentése „összeönteni”.

## A kémia története

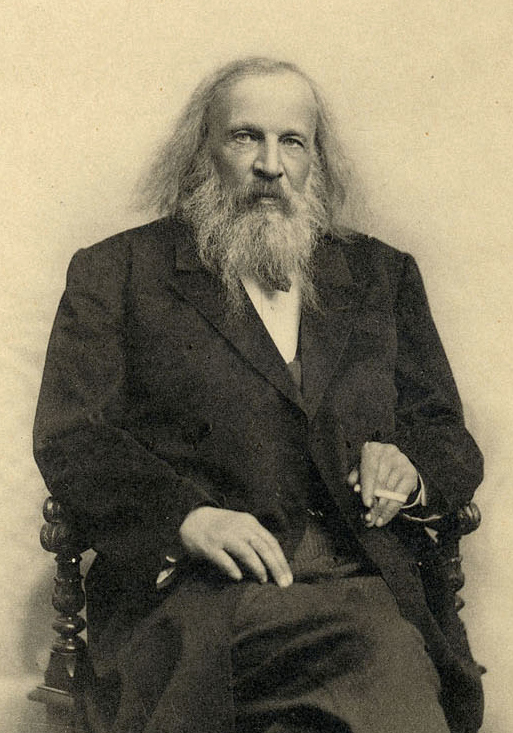
Mengyelejev, a jelenlegi periódusos rendszer ötletgazdája

A kémiát egészen az őskorig lehet visszavezetni, amikor az ember elkezdte használni a tüzet, emellett az üvegkészítés, fémek megmunkálása, és a festékkészítést is elsajátította. 
A kémia tudományát négy fő történeti korszakra lehet felosztani; mint annyi természettudományban, áttörés itt is a 18. század körül jelentkezett. Az első kémikus, anyagi változást előidéző, a tüzet használó ősember volt. Ezt követően évezredekig tapasztalatgyűjtés következett, az ógörögök egyfajta atommodellel álltak elő. Démokritosz már azt állította, hogy az anyagok atomokból állnak. Az atomokat különböző formájú, szabad szemmel nem látható részecskéknek képzelte. Például – szerinte – ha az anyag édes, akkor az atom alakja gömbölyű, ha csípős, akkor érdes, ha nyúlós (pl.: méz), akkor atomjai hosszúkásak, egymásba akadók. Ezzel ellentétben az elfogadott feltételezés az volt, hogy az anyagok a négy őselem (tűz, víz, föld, levegő) különböző arányú keverékéből állnak. A középkorban az alkímia keretein belül folytak kutatások, de mára ez okkult és/vagy misztikus tudománynak számít. A halhatatlanságot biztosító életelixír és a minden fémet arannyá változtató bölcsek kövének keresése közben számos eljárást, vegyületet fedeztek fel és fejlesztettek ki. Az alkímiával párhuzamosan létezett jatrokémia (iatrokémia) is, amely az „életfolyamatok kémiája” volt, és szemben állt az alkímiával. Később, a 18. századtól rohamosan gyorsuló fejlődésnek indult a diszciplína. Épp csak feltalálják az ipari kénsavgyártást, nem sokkal később megdől a vis vitalis elmélet, vagyis sikerül szervetlen vegyületből szerves vegyületet előállítani. Sorban fedezik fel az új elemeket, mikor egy orosz tudós, Mengyelejev előáll egy ötlettel: az elemeket atomsúlyuk szerint csoportosítva a tulajdonságaik periodikusan változnak, így a táblázatból hiányzó elemeket, sőt, azok tulajdonságait is meg tudta előre jósolni (például gallium, germánium); táblázatát később elnevezték periódusos rendszernek. A rohamosan fejlődő világ új tudományágakat hoz létre a kémiában is, például a petrolkémiát. Az atomelmélet folyamatosan fejlődik (Dalton, Rutherford, Thomson, Millikan, Bohr), majd Max Planck, Albert Einstein, Erwin Schrödinger és Werner Heisenberg munkásságának hatására teljesen új alapokra helyeződnek a természettudományok, kialakul a ma is elfogadott atomelmélet – már csak a neutront kell felfedeznie James Chadwicknek 1932-ben. A század második felétől egyre inkább háttérbe szorulnak az acetilén-alapú szerves szintézisek az iparban, és fokozatosan mindent kőolajból kezdenek előállítani. Napjainkra már a kémia eredményei körülveszik az embert.

## Alapok
- SI-mértékegységrendszer
- atomok
  - kémiai elemek
  - izotópok
- molekulák
- ionok
- atompályák
- molekulapályák
- allotrópia
- izoméria
- periódusos rendszer
  - mezők:
    - s-mező, p-mező, d-mező, f-mező

  - periodikus trendek:
    - elektronegativitás
    - atomsugár, ionsugár, kovalens sugár
    - Ionizációs energia
    - elektronaffinitás

## Vegyszerek, kölcsönhatások

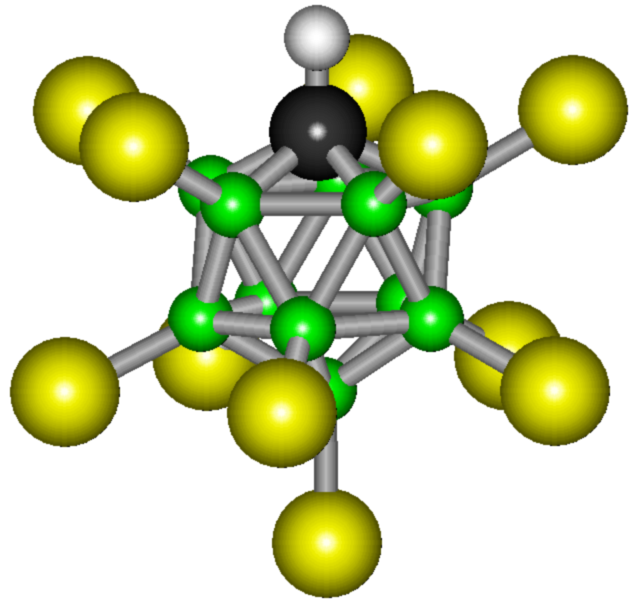
A karboránsav, az egyik legerősebb sav molekulája

- kémiai képletek
- kémiai kötések
- kémiai egyenletek
- kémiai reakciók

## Kvantitatív kémia
- koncentráció mértékegységek
- kalorimetria
- termokémia

## Az anyag állapotai
- kinetikus gázelmélet
- ideális gáz
- oldatok, oldhatóság

## Savak, bázisok
- sav-bázis elméletek
- sav-bázis kölcsönhatás
- savak és bázisok erőssége
- autoprotolízis
- pH
- pufferrendszerek

### Lásd még
- A kémiai elemek felfedezése
- A kémiai Nobel-díj